# Belbimbre
Belbimbre település Spanyolországban, Burgos tartományban. Belbimbre Los Balbases, Villazopeque, Barrio de Muñó, Palazuelos de Muñó, Santa María del Campo és Villaverde-Mogina községekkel határos. Lakosainak száma 54 fő (2024).

## Népesség
A település lakosságának változását az alábbi diagram mutatja:
| Lakosok száma | 79   | 80   | 79   | 77   | 75   | 77   | 68   | 61   | 57   | 54   |
|               | 2001 | 2004 | 2006 | 2009 | 2011 | 2014 | 2016 | 2019 | 2021 | 2024 |